# Сулейменов, Динмухамбет Салмухамбетович
Динмухамбет Салмухамбетович Сулейменов (каз. Дінмұхамбет Салмұхамбетұлы Сүлейменов; род. 25 августа 1981, Кентау, Чимкентская область) — казахстанский мини-футболист, защитник, тренер. Выступал за сборную Казахстана по мини-футболу. Заслуженный мастер спорта Казахстана (2013). С 2021 года являлся главным тренером мини-футбольной команды «Каспий». http://kazfootball.kz/news/34674

## Биография
Играл в мини-футбол в нескольких клубах западного Казахстана. Наиболее успешной была карьера в «Актау» и «Актюбрентгене», откуда он был приглашён в сборную Казахстана. Игра в сборной обратила внимание специалистов алматинского «Кайрата» и в 2009 году Динмухамбет получил приглашение в этот клуб. Вместе с командой он добился всех своих регалий.
В 2022 году завершил карьеру игрока и перешёл к тренерской деятельности.

## Достижения

### Командные
- Чемпион Казахстана (9): 2009/10, 2010/11, 2011/12, 2012/13, 2013/14, 2014/15, 2015/16, 2016/17, 2017/18[3]
- Серебряный призёр чемпионата Казахстана (3): 2000/01, 2007/08, 2008/09
- Бронзовый призёр чемпионата Казахстана (3): 1999/2000, 2003/04, 2004/05
- Обладатель Кубка УЕФА (2): 2012/13, 2014/15[4].
- Обладатель Кубка Казахстана (4): 2009/10, 2012, 2013, 2014
- Финалист Кубка Казахстана (2): 2010/11, 2011/12
- Обладатель Суперкубка Казахстана (3): 2007, 2012, 2014
- Обладатель Суперкубка мира: 2014
- Бронзовый призёр чемпионата Европы по мини-футболу: 2016

### Личные
- Лучший игрок сезона (3): 2008/09, 2010/11, 2012/13[5].

## Личная жизнь
Два высших образования:
- Казахская академия транспорта и коммуникаций (специальность — инспектор таможенной службы)
- Карагандинский государственный университет (специальность — финансы и кредит)